# Jean Marie Dongou
Jean Marie Dongou Tsafack (Douala, 1995. április 20. –) jelenleg a CD Lugo játékosa.

## Pályafutása
Dongou 2008-ban csatlakozott az FC Barcelona akadémiáján. Először az  Barcelona B-ben debütált az B csapatában, az első meccse 2012. január 28-án SD Huesca ellen, csereként lépett pályára.
A 2013-14-es idényben egy meccset játszott az első osztályban is.

## Statisztika
2015. július 24-i szerinti adatok:
| Klub             | Szezon           | Bajnokság | Bajnokság | Kupa  | Kupa  | Nemzetközi | Nemzetközi | Egyéb | Egyéb | Összes | Összes |
| Klub             | Szezon           | Mérk.     | Gólok     | Mérk. | Gólok | Mérk.      | Gólok      | Mérk. | Gólok | Mérk.  | Gólok  |
| ---------------- | ---------------- | --------- | --------- | ----- | ----- | ---------- | ---------- | ----- | ----- | ------ | ------ |
| Barcelona B      | 2011–12          | 12        | 2         | —     | —     | —          | —          | —     | —     | 12     | 2      |
| Barcelona B      | 2012–13          | 32        | 5         | —     | —     | —          | —          | —     | —     | 32     | 5      |
| Barcelona B      | 2013–14          | 30        | 8         | —     | —     | —          | —          | —     | —     | 30     | 8      |
| Barcelona B      | 2014–15          | 39        | 11        | —     | —     | —          | —          | —     | —     | 39     | 11     |
| Barcelona B      | Összesen         | 113       | 26        | —     | —     | —          | —          | —     | —     | 113    | 26     |
| Barcelona        | 2013–14          | 1         | 0         | 1     | 1     | 1          | 0          | 0     | 0     | 3      | 1      |
| Barcelona        | Összesen         | 1         | 0         | 1     | 1     | 1          | 0          | 0     | 0     | 3      | 1      |
| Karrier Összesen | Karrier Összesen | 114       | 26        | 1     | 1     | 1          | 0          | 0     | 0     | 116    | 27     |

## További hivatkozások
- J. Dongou meccsei